# II Divisão
La Segunda División de Portugal (anteriormente denominada Segunda División B) fue el tercer nivel de la liga de fútbol portugués. Desde la temporada 2005-06 de la división se dividió en cuatro zonas geográfica. La competencia se dividía en dos zonas (Norte y sur), antes de que se añadiera una nueva zona central.
- Serie A
- Serie B
- Serie C
- Serie D

Anteriormente fue el segundo nivel de Portugal antes de la aparición de la Liga de Honra en 1991. El torneo desapareció en el año 2013 luego de que esta liga se fusionara con la Tercera División de Portugal para dar origen al Campeonato Nacional de Seniores.

## Competencia
En el transcurso de una temporada cada club juega contra el resto de equipos de su liga en dos ocasiones, una vez en su casa una vez al estadio de su oponente, para un total de 26 partidos. Sin embargo, algunos equipos tienen diferente cantidad de partidos debido al número de equipos que hay en cada liga. En la segunda fase el ganador de la Serie A enfrenta al ganador de la Serie B para determinar el equipo ascendido a la Liga de Honra. Lo mismo ocurre con las Series C y D. Los tres últimos de toda la serie son relegados a la Tercera División, de 12 equipos. Los ganadores de las tres series consiguen el ascenso al nivel superior y se disputa un mini-torneo por el título de Campeón de Segunda División.
En su último año de existencia (2012/13) se jugó con 3 zonas divisionales: Norte, Centro y Sur, cada una compuesta por 16 equipos y los ganadores de cada grupo ascendían a la Liga de Honra.
Las tres zonas usualmente se disputaban bajo un formato de liga (todos contra todos a visita recíproca), aunque esto a veces variaba añadiendo una final y otras veces se jugaba un round robin entre los ganadores de cada zona. Otras veces había más de un campeón o todos los ganadores de cada zona ascendían automáticamente a la Liga de Honra sin necesidad de un play-off.

## Equipos 2009-2010

### Grupo Norte
| Club            | Ciudad                      | Estadio                               | Capacidad |
| --------------- | --------------------------- | ------------------------------------- | --------- |
| Aliados Lordelo | Paredes                     | Parteira, Lordelo                     | 5,000     |
| Boavista        | Oporto                      | Estádio do Bessa                      | 30,000    |
| Espinho         | Espinho                     | Estádio Comendador Manuel Violas      | 7,500     |
| Gondomar        | Gondomar                    | Estádio de São Miguel                 | 2,450     |
| Lourosa         | Lourosa                     | Estádio do Lusitania FC               | 11,000    |
| Lousada         | Lousada                     | Estádio Municipal de Lousada          | 3,000     |
| Merelinense     | Braga                       | Estádio João Soares Vieira            | 5,000     |
| Moreirense      | Moreira de Cónegos          | Comendador Joaquim De Almeida Freitas | 9,000     |
| Padroense       | Padrão da Légua, Matosinhos | Estádio do Padroense FC               | 3,000     |
| Paredes         | Paredes                     | Cidade Desportiva de Paredes          | 1,500     |
| Ribeirão        | Vila Nova de Famalicão      | Estádio do Passal                     | 3,000     |
| Tirsense        | Santo Tirso                 | Abel Alves de Figueiredo              | 15,000    |
| Vianense        | Viana do Castelo            | Dr. José De Matos                     | 3,000     |
| Vieira          | Vieira do Minho             | Municipal de Vieira do Minho          | 2,500     |
| Vizela          | Vizela                      | Estádio do Futebol Clube de Vizela    | 3,500     |

### Grupo Centro
| Club               | Ciudad                  | Estadio                                 | Capacidad |
| ------------------ | ----------------------- | --------------------------------------- | --------- |
| Académico de Viseu | Viseu                   | Estádio do Fontelo                      | 15,000    |
| Arouca             | Arouca                  | Municipal De Arouca                     | 2,500     |
| Eléctrico          | Ponte de Sor            | Municipal de Ponte de Sôr               | 1,500     |
| Esmoriz            | Esmoriz                 | Barrinha                                | 2,500     |
| Mafra              | Mafra                   | Campo Doutor Mário Silveira             | 2,500     |
| Marinhense         | Marinha Grande          | Municipal da Marinha Grande             | 6,000     |
| Monsanto           | Alcanena                | Campo do Pião                           | 1,000     |
| Oliveira do Bairro | Oliveira do Bairro      | Estádio Municipal De Oliveira Do Bairro | 1,500     |
| Operário           | Lagoa, Azores           | João Gualberto Borges Arruda            | 2,500     |
| Pampilhosa         | Pampilhosa da Serra     | Germano Godinho                         | 5,000     |
| Praiense           | Praia da Vitória        | Municipal da Praia da Vitória           | 1,500     |
| Sertanense         | Sertã                   | Campo de Jogos Dr. Marques Santos       | 4,500     |
| Tondela            | Tondela                 | Estádio João Cardoso                    | 7,500     |
| Tourizense         | Touriz - Tábua          | Visconde do Vinhal                      | 1,200     |
| União da Serra     | Santa Catarina da Serra | Campo da Portela                        | 2,500     |
| Vitória do Pico    | Pico, Azores            | Campo do Vitória Futebol Clube          | 2,000     |

### Grupo Sur
| Club                  | Ciudad                | Estadio                            | Capacidad |
| --------------------- | --------------------- | ---------------------------------- | --------- |
| Aljustrelense         | Aljustrel             | Estádio Municipal de Aljustrel     | 4,500     |
| Atlético CP           | Lisboa                | Estádio da Tapadinha               | 15,000    |
| Atlético de Reguengos | Reguengos de Monsaraz | Campo Virgilio Durão               | 790       |
| Camacha               | Santa Cruz            | Campo municipal da Nogueira        | 4,012     |
| Estrela da Amadora    | Amadora               | Estádio José Gomes                 | 11,635    |
| Igreja Nova           | Igreja Nova, Mafra    | Campo Doutor Mário Silveira        | 2,500     |
| Lagoa                 | Lagoa, Algarve        | Estádio Capitão Josino da Costa    | 1,000     |
| Louletano             | Loulé                 | Estadio Algarve                    | 30,305    |
| Odivelas              | Odivelas              | Arnaldo Dias                       | 3,000     |
| Oriental              | Lisboa                | Campo Engenheiro Carlos Salema     | 8,500     |
| Pinhalnovense         | Pinhal Novo           | Campo de Jogos Santos Jorge        | 2,000     |
| Pontassolense         | Ponta do Sol          | Campo municipal da Ponta Do Sol    | 3,000     |
| Real                  | Queluz                | Estádio do Real SC                 | 3,500     |
| Santana               | Santana               | Manuel Marques da Trindade         | 3,000     |
| União da Madeira      | Funchal               | Campo de Futebol Adelino Rodrigues | 3,000     |

## Lista de Campeones

### Segundo Nivel de Portugal: 1935–1990
| Temporada                   | Campeón                     | Resultado                   | Finalista                   |
| Segunda Liga (Experimental) | Segunda Liga (Experimental) | Segunda Liga (Experimental) | Segunda Liga (Experimental) |
| --------------------------- | --------------------------- | --------------------------- | --------------------------- |
| 1934–35                     | Carcavelinhos               | 3 – 1 aet, 5 – 1            | Boavista                    |
| 1935–36                     | Olhanense                   | 2 – 1                       | Salgueiros                  |
| 1936–37                     | Boavista                    | 5 – 1                       | União de Lisboa             |
| 1937–38                     | Leixões                     | 2 – 1                       | União de Lisboa             |
| Segunda Divisão             |                             |                             |                             |
| 1938–39                     | Carcavelinhos               | 1 – 0                       | Sporting da Covilhã         |
| 1939–40                     | Farense                     | 3 – 2                       | Boavista                    |
| 1940–41                     | Olhanense                   | 4 – 1                       | Leça                        |
| 1941–42                     | Estoril Praia               | 4 – 4, 3 – 1                | Leixões                     |
| 1942–43                     | Barreirense                 | 6 – 1                       | Sanjoanense                 |
| 1943–44                     | Estoril Praia               | 3 – 2                       | Vila Real                   |
| 1944–45                     | Atlético CP                 | 2 – 0                       | CUF Lisboa                  |
| Temporada                   | Campeón                     | Finalista                   | 3º Lugar                    |
| 1945–46                     | Estoril Praia               | Famalicão                   | União de Coimbra            |
| 1946–47                     | Braga                       | Lusitano VRSA               | Oliveirense                 |
| 1947–48                     | Sporting da Covilhã         | Barreirense                 | CUF Barreiro                |
| Temporada                   | Campeón                     | Resultado                   | Finalista                   |
| 1948–49                     | Académica de Coimbra        | 2 – 1                       | Portimonense                |
| Temporada                   | Campeón                     | Finalista                   | 3º Lugar                    |
| 1949–50                     | Boavista                    | Oriental                    | Académico de Viseu          |
| 1950–51                     | Barreirense                 | Salgueiros                  | União de Coimbra            |
| 1951–52                     | Lusitano de Évora           | Vitória de Setúbal          | Torreense                   |
| 1952–53                     | Oriental                    | Torreense                   | CUF Barreiro                |
| 1953–54                     | CUF Barreiro                | Torreense                   | Sporting de Espinho         |
| 1954–55                     | Torreense                   | Caldas                      | Oriental                    |
| 1955–56                     | Oriental                    | Vitória de Guimarães        | Boavista                    |
| 1956–57                     | Salgueiros                  | Braga                       | Vitória de Guimarães        |
| 1957–58                     | Sporting da Covilhã         | Vitória de Guimarães        | Farense                     |
| Temporada                   | Campeón                     | Resultado                   | Finalista                   |
| 1958–59                     | Atlético CP                 | 3 – 0                       | Leixões                     |
| 1959–60                     | Barreirense                 | 1 – 0                       | Salgueiros                  |
| 1960–61                     | Beira-Mar                   | 2 – 1                       | Olhanense                   |
| 1961–62                     | Barreirense                 | 2 – 0                       | Feirense                    |
| 1962–63                     | Varzim                      | 4 – 2                       | Seixal                      |
| 1963–64                     | Braga                       | 2 – 1                       | Torreense                   |
| 1964–65                     | Beira-Mar                   | 2 – 1                       | Barreirense                 |
| 1965–66                     | Sanjoanense                 | 0 – 0, 2 – 1                | Atlético CP                 |
| 1966–67                     | Barreirense                 | 3 – 1                       | Tirsense                    |
| 1967–68                     | Atlético CP                 | 3 – 2                       | União de Tomar              |
| 1968–69                     | Barreirense                 | 3 – 3, 2 – 1                | Boavista                    |
| 1969–70                     | Tirsense                    | 2 – 0                       | Farense                     |
| 1970–71                     | Beira-Mar                   | 3 – 1                       | Atlético CP                 |
| 1971–72                     | União de Coimbra            | 2 – 1                       | Montijo                     |
| 1972–73                     | Académica de Coimbra        | 1 – 0                       | Olhanense                   |
| 1973–74                     | União de Tomar              | 4 – 3                       | Sporting de Espinho         |
| 1974–75                     | Estoril Praia               | 1 – 0                       | Braga                       |
| 1975–76                     | Varzim                      | 3 – 1                       | Portimonense                |
| Temporada                   | Zona Norte                  | Zona Centro                 | Zona Sur                    |
| 1976–77                     | Marítimo                    | Feirense                    | Riopele                     |
| 1977–78                     | Famalicão                   | Barreirense                 | Beira-Mar                   |
| 1978–79                     | Portimonense                | Sporting de Espinho         | União de Leiria             |
| 1979–80                     | Amora                       | Académica de Coimbra        | Penafiel                    |
| 1980–81                     | União de Leiria             | Estoril Praia               | Rio Ave                     |
| 1981–82                     | Marítimo                    | Varzim                      | Alcobaça                    |
| 1982–83                     | Farense                     | Águeda                      | Penafiel                    |
| 1983–84                     | Belenenses                  | Vizela                      | Académica de Coimbra        |
| 1984–85                     | Desportivo das Aves         | Sporting da Covilhã         | Marítimo                    |
| 1985–86                     | Rio Ave                     | Farense                     | O Elvas                     |
| 1986–87                     | Sporting da Covilhã         | Vitória de Setúbal          | Sporting de Espinho         |
| 1987–88                     | Famalicão                   | Académico de Viseu          | Estrela da Amadora          |
| 1988–89                     | União da Madeira            | Tirsense                    | Feirense                    |
| 1989–90                     | Salgueiros                  | Gil Vicente                 | Farense                     |

### Tercer Nivel de Portugal: 1990 – 2013
| Temporada                                | Zona Norte            | Zona Centro         | Zona Sur            |
| Segunda Divisão B                        | Segunda Divisão B     | Segunda Divisão B   | Segunda Divisão B   |
| ---------------------------------------- | --------------------- | ------------------- | ------------------- |
| 1990–91                                  | Ovarense              | Rio Ave             | Olhanense           |
| 1991–92                                  | Campomaiorense        | Felgueiras          | Amora               |
| 1992–93                                  | Leça                  | Portimonense        | Académico de Viseu  |
| 1993–94                                  | Amora                 | Feirense            | União de Lamas      |
| 1994–95                                  | Moreirense            | Alverca             | Académico de Viseu  |
| 1995–96                                  | Varzim                | Sporting da Covilhã | Beja                |
| 1996–97                                  | Maia                  | Torreense           | Nacional            |
| 1997–98                                  | Santa Clara           | Esposende           | Naval 1º de Maio    |
| 1998–99                                  | Freamunde             | Sporting da Covilhã | Imortal             |
| Segunda Divisão B (3 Campeones por Zona) |                       |                     |                     |
| 1999–2000                                |                       |                     |                     |
| Zona Norte                               |                       |                     |                     |
| Marco                                    | Famalicão             | Porto B             |                     |
| Zona Centro                              |                       |                     |                     |
| Ovarense                                 | Vilafranquense        | Oliveira do Bairro  |                     |
| Zona Sur                                 |                       |                     |                     |
| Nacional                                 | Portimonense          | União da Madeira    |                     |
| 2000–01                                  |                       |                     |                     |
| Zona Norte                               |                       |                     |                     |
| Moreirense                               | Famalicão             | Porto B             |                     |
| Zona Centro                              |                       |                     |                     |
| Oliveirense                              | Sporing da Covilhã    | Sanjoanense         |                     |
| Zona Sur                                 |                       |                     |                     |
| Portimonense                             | União da Madeira      | Barreirense         |                     |
| 2001–02                                  |                       |                     |                     |
| Zona Norte                               |                       |                     |                     |
| Marco                                    | Leixões               | Porto B             |                     |
| Zona Centro                              |                       |                     |                     |
| Sporing da Covilhã                       | Sporting Pombal       | Torreense           |                     |
| Zona Sur                                 |                       |                     |                     |
| União da Madeira                         | Sporting B            | Camacha             |                     |
| 2002–03                                  |                       |                     |                     |
| Zona Norte                               |                       |                     |                     |
| Leixões                                  | Lousada               | Porto B             |                     |
| Zona Centro                              |                       |                     |                     |
| Feirense                                 | Estrela de Portalegre | Académico de Viseu  |                     |
| Zona Sur                                 |                       |                     |                     |
| Estoril Praia                            | Mafra                 | Louletano           |                     |
| 2003–04                                  |                       |                     |                     |
| Zona Norte                               |                       |                     |                     |
| Gondomar                                 | Dragões Sandinenses   | Vizela              |                     |
| Zona Centro                              |                       |                     |                     |
| Sporting de Espinho                      | Torreense             | Sanjoanense         |                     |
| Zona Sur                                 |                       |                     |                     |
| Olhanense                                | Barreirense           | União Micaelense    |                     |
| 2004–05                                  |                       |                     |                     |
| Zona Norte                               |                       |                     |                     |
| Vizela                                   | Dragões Sandinenses   | Infesta             |                     |
| Zona Centro                              |                       |                     |                     |
| Sporting da Covilhã                      | Mafra                 | Académico de Viseu  |                     |
| Zona Sur                                 |                       |                     |                     |
| Barreirense                              | Pinhalnovense         | União da Madeira    |                     |
| Temporada                                | Campeón               | Resultado           | Finalista           |
| Segunda Divisão                          |                       |                     |                     |
| 2005–06                                  | Olivais e Moscavide   | 1 – 0               | Trofense            |
| 2006–07                                  | Freamunde             | 1 – 0               | Fátima              |
| 2007–08                                  | Oliveirense           | 1 – 0               | Sporting da Covilhã |
| 2008–09                                  | Fátima                | 2 – 1               | Chaves              |
| Temporada                                | Campeón               | Finalista           | 3º Lugar            |
| 2009–10                                  | Arouca                | Moreirense          | União da Madeira    |
| 2010–11                                  | União da Madeira      | Atlético CP         | Padroense           |
| 2011–12                                  | Varzim                | Tondela             | Fátima              |
| 2012–13                                  | Chaves                | Farense             | Académico de Viseu  |

- Fuente:[2]

## Títulos por Equipo
| Club                  | Campeón | Finalista | Años Campeón y Años Finalista                                    |
| Barreirense           | 7       | 4         | 1943, 1948, 1951, 1960, 1962, 1965, 1967, 1969, 1978, 2004, 2005 |
| Sporting da Covilhã   | 5       | 6         | 1939, 1948, 1958, 1985, 1987, 1996, 1999, 2001, 2002, 2005, 2008 |
| Estoril Praia         | 5       | 1         | 1942, 1944, 1946, 1975, 1981, 2003                               |
| Varzim                | 4       | 1         | 1963, 1976, 1982, 1996, 2012                                     |
| Atlético CP           | 3       | 3         | 1945, 1959, 1966, 1968, 1971, 2011                               |
| Olhanense             | 3       | 2         | 1936, 1941, 1961, 1973, 2004                                     |
| União da Madeira      | 3       | 1         | 1989, 2001, 2002, 2011                                           |
| Beira-Mar             | 3       | 0         | 1961, 1965, 1971                                                 |
| Portimonense          | 2       | 4         | 1949, 1976, 1979, 1993, 2000, 2001                               |
| Boavista              | 2       | 3         | 1935, 1937, 1940, 1950, 1969                                     |
| Salgueiros            | 2       | 3         | 1936, 1951, 1957, 1960, 1990                                     |
| Leixões               | 2       | 3         | 1938, 1942, 1959, 2002, 2003                                     |
| Farense               | 2       | 3         | 1940, 1970, 1983, 1986, 2013                                     |
| Braga                 | 2       | 2         | 1947, 1957, 1964, 1975                                           |
| Famalicão             | 2       | 2         | 1978, 1988, 2000, 2001                                           |
| Oriental              | 2       | 1         | 1950, 1953, 1956                                                 |
| Académica de Coimbra  | 2       | 1         | 1949, 1973, 1980                                                 |
| Moreirense            | 2       | 1         | 1995, 2001, 2010                                                 |
| Carcavelinhos         | 2       | 0         | 1935, 1939                                                       |
| Marítimo              | 2       | 0         | 1977, 1982                                                       |
| Amora                 | 2       | 0         | 1980, 1994                                                       |
| Ovarense              | 2       | 0         | 1991, 2000                                                       |
| Marco                 | 2       | 0         | 2000, 2002                                                       |
| Freamunde             | 2       | 0         | 1999, 2007                                                       |
| Oliveirense           | 2       | 0         | 2001, 2008                                                       |
| Torreense             | 1       | 5         | 1953, 1954, 1955, 1964, 1997, 2004                               |
| Feirense              | 1       | 3         | 1962, 1977, 1994, 2003                                           |
| Tirsense              | 1       | 2         | 1967, 1970, 1989                                                 |
| Sporting de Espinho   | 1       | 2         | 1974, 1979, 2004                                                 |
| Sanjoanense           | 1       | 1         | 1943, 1966                                                       |
| União de Tomar        | 1       | 1         | 1968, 1974                                                       |
| Rio Ave               | 1       | 1         | 1986, 1991                                                       |
| Leça                  | 1       | 1         | 1941, 1993                                                       |
| Vizela                | 1       | 1         | 1984, 2005                                                       |
| Fátima                | 1       | 1         | 2007, 2009                                                       |
| Chaves                | 1       | 1         | 2009, 2013                                                       |
| Lusitano de Évora     | 1       | 0         | 1952                                                             |
| CUF Barreiro          | 1       | 0         | 1954                                                             |
| União de Coimbra      | 1       | 0         | 1972                                                             |
| União de Leiria       | 1       | 0         | 1981                                                             |
| Belenenses            | 1       | 0         | 1984                                                             |
| Desportivo das Aves   | 1       | 0         | 1985                                                             |
| Felgueiras            | 1       | 0         | 1992                                                             |
| Maia                  | 1       | 0         | 1997                                                             |
| Santa Clara           | 1       | 0         | 1998                                                             |
| Nacional              | 1       | 0         | 2000                                                             |
| Gondomar              | 1       | 0         | 2004                                                             |
| Olivais e Moscavide   | 1       | 0         | 2006                                                             |
| Arouca                | 1       | 0         | 2010                                                             |
| União de Lisboa       | 0       | 2         | 1937, 1938                                                       |
| Vitória de Guimarães  | 0       | 2         | 1956, 1958                                                       |
| Vitória de Setúbal    | 0       | 2         | 1952, 1987                                                       |
| Mafra                 | 0       | 2         | 2003, 2005                                                       |
| Dragões Sandinenses   | 0       | 2         | 2004, 2005                                                       |
| Vila Real             | 0       | 1         | 1944                                                             |
| CUF Lisboa            | 0       | 1         | 1945                                                             |
| Lusitano VRSA         | 0       | 1         | 1947                                                             |
| Seixal                | 0       | 1         | 1963                                                             |
| Montijo               | 0       | 1         | 1972                                                             |
| Águeda                | 0       | 1         | 1983                                                             |
| Académico de Viseu FC | 0       | 1         | 1988                                                             |
| Gil Vicente           | 0       | 1         | 1990                                                             |
| Campomaiorense        | 0       | 1         | 1992                                                             |
| Alverca               | 0       | 1         | 1995                                                             |
| Esposende             | 0       | 1         | 1998                                                             |
| Vilafranquense        | 0       | 1         | 2000                                                             |
| Sporting de Pombal    | 0       | 1         | 2002                                                             |
| Sporting B            | 0       | 1         | 2002                                                             |
| Lousada               | 0       | 1         | 2003                                                             |
| Estrela de Portalegre | 0       | 1         | 2003                                                             |
| Pinhalnovense         | 0       | 1         | 2005                                                             |
| Trofense              | 0       | 1         | 2006                                                             |
| Tondela               | 0       | 1         | 2012                                                             |